# 石抹也先
石抹也先（1177年—1217年），又作石抹阿辛，金朝末年契丹人，回鶻系契丹迪烈部出身，库烈儿的孙子，脱罗华察儿次子。
石抹也先十岁，立志恢复辽国，勇力过人，善于骑射，多智谋。被金朝征为奚族部长，他让给他兄长赡德纳，自己藏匿在北野山。听说成吉思汗起兵，匹马投奔，建言攻取金国创基之地东京辽阳府。1215年，作为太师、国王木华黎的先锋进攻东京，在路途中杀死金国新任东京留守，夺其诰命，以新留守之名，以计取东京。收降金国守臣寅答虎四十七人，定三十二城。继而攻破北京（今内蒙古宁城西），劝蒙古人不要屠城。于是任御史大夫，领北京达鲁花赤。收降兴中府土豪石天应。之后奉命攻克燕京周围未下州县。追杀图谋背叛蒙古的张鲸，进上将军，以御史大夫提控诸路元帅府事。1217年，跟随木华黎讨伐张鲸的弟弟张致，攻打蠡州北城，先登城上，中石而死。其子石抹查剌、石抹咸锡、石抹博罗、石抹侃。后裔有石抹宜孫。

## 资料来源
- 《元史》列传第三十七 - 石抹也先
- 《元史》列传第三十九 - 石抹阿辛
- 《新元史·列传第三十二》